# Dasyurus hallucatus
Il quoll settentrionale (Dasyurus hallucatus Gould, 1842), noto anche come gatto marsupiale del nord, è un marsupiale carnivoro originario dell'Australia.

## Descrizione
Il quoll settentrionale è il più piccolo delle quattro specie australiane del genere Dasyurus.. Le femmine sono più piccole dei maschi: pesano, infatti, 350-690 g, mentre i maschi pesano 540-1120 g. La lunghezza testa-corpo è di 27-37 cm nei maschi e di 24,9-31 cm nelle femmine. La coda misura 20,2-34,5 cm.

## Biologia

### Alimentazione
I quoll settentrionali si nutrono principalmente di invertebrati, ma consumano anche frutti carnosi e una vasta gamma di vertebrati, compresi piccoli mammiferi, uccelli, lucertole, serpenti e rane. Consumano anche i resti degli animali investiti dai veicoli lungo le strade e i rifiuti che trovano attorno ai campeggi e ai bidoni della spazzatura.

### Riproduzione
Un aspetto caratteristico di questa specie è che i maschi spariscono subito dopo essersi accoppiati, lasciando alle femmine l'intero compito dell'allevamento dei piccoli. Nel marsupio le femmine hanno otto mammelle, ma esse possono dare alla luce anche più di otto piccoli, che si fanno strada verso il marsupio e competono tra loro per assicurarsi un proprio capezzolo. Nel corso di uno studio effettuato nel Kimberley, una regione dell'Australia Occidentale, è stato scoperto che i maschi hanno un picco di testosterone in luglio, e che le femmine partoriscono in luglio o agosto.
In natura, i maschi vivono per circa un anno, mentre le femmine possono vivere anche fino a tre anni. Nelle regioni rocciose, dove i quoll hanno dimensioni maggiori di quelli che abitano nelle savane, sembra che la speranza di vita di maschi e femmine aumenti di due o tre anni, forse perché l'habitat è più ospitale e vi sono meno predatori.

## Distribuzione e habitat
Il quoll settentrionale è presente dalla regione del Pilbara, nell'Australia Occidentale, attraverso il Territorio del Nord, fino al Queensland sud-orientale. Il suo areale storico si estendeva, senza interruzione, dal Queensland sud-orientale alla regione del Kimberley, nell'Australia Occidentale. Vi sono anche alcune popolazioni disgiunte. È presente soprattutto nelle regioni rocciose e nelle foreste aperte di eucalipti.

## Tassonomia
Il quoll settentrionale appartiene alla famiglia dei Dasiuridi, ed è stato spesso definito la più caratteristica delle specie australiane di Dasyurus. È stato descritto per la prima volta nel 1842 dal naturalista e scrittore John Gould, che battezzò la specie hallucatus, in riferimento alle dimensioni maggiori del primo dito. Talvolta la specie è stata classificata in un genere distinto, Satanellus.

## Conservazione

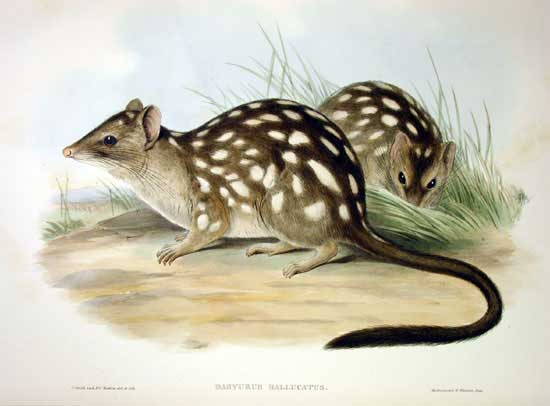
Illustrazione di John Gould (1863).

Il quoll settentrionale è ora scomparso da molte parti del suo areale storico. È stato recentemente classificato tra le specie in pericolo dalla legislazione del Commonwealth Australiano (EPBC Act), e anche la IUCN lo inserisce tra le specie in pericolo (Endangered). Il maggior rischio per la sua sopravvivenza è costituito dalla diffusione del rospo delle canne, introdotto originariamente nel Queensland, ma che ha ormai raggiunto il Parco Nazionale di Kakadu nel Territorio del Nord, e si sta attualmente dirigendo a ovest, verso Darwin.
Altre minacce sono costituite dalla predazione da parte di gatti inselvatichiti e volpi, e dalla distruzione, degrado e frammentazione dell'habitat a causa del mutare del regime degli incendi, dell'estrazione mineraria, del dissodamento di terreni agricoli, dell'impoverimento dei pascoli e del sovrappascolo. Molti quoll, inoltre, vengono ogni anno investiti dai veicoli.
In due siti di studio nel Kakadu, i quoll sono scomparsi da un'intera area e diminuiti da 45 a 5 individui nell'altra. La conclusione che si evince da questi dati, seppur non ancora confermata, è che il quoll settentrionale scomparirà da gran parte del Top End (Territorio del Nord) non appena l'areale dei rospi delle canne si sovrapporrà totalmente al suo. Nel Queensland sopravvivono tuttora popolazioni di quoll in aree dove i rospi delle canne sono ormai presenti da molti anni. Gli studiosi non sono ancora riusciti a capire come abbiano fatto a sopravvivere; è necessario che in queste zone vengano effettuate ulteriori ricerche.
Allo scopo di proteggere i quoll settentrionali dai rospi delle canne, alcuni ricercatori dell'Università di Sydney stanno portando avanti dal 2010 un progetto che tende a insegnare loro a evitare questi anfibi invasivi attraverso l'avversione del sapore.